# Italie aux Jeux olympiques d'hiver de 2026
L'Italie participera aux Jeux olympiques d'hiver de 2026 à Milan et Cortina d'Ampezzo, en Italie, du 6 au 22 février 2026.

## Délégation
| Sport               | Hommes | Femmes | Total |
| ------------------- | ------ | ------ | ----- |
| Biathlon            | 5      | 5      | 10    |
| Bobsleigh           | 4      | 2      | 6     |
| Combiné nordique    | 1      | 0      | 1     |
| Curling             | 6      | 6      | 12    |
| Hockey sur glace    | 25     | 23     | 48    |
| Luge                | 3      | 3      | 6     |
| Patinage artistique | 5      | 4      | 9     |
| Patinage de vitesse |        |        |       |
| Saut à ski          | 1      | 1      | 2     |
| Short-track         | 4      | 4      | 8     |
| Skeleton            | 1      | 1      | 2     |
| Ski acrobatique     | 5      | 4      | 9     |
| Ski alpin           | 2      | 2      | 4     |
| Ski de fond         | 5      | 6      | 11    |
| Ski-alpinisme       | 1      | 1      | 2     |
| Snowboard           | 4      | 3      | 7     |
| Total               | 70     | 64     | 134   |

## Médaillés
| Sport | Discipline | Athlète(s) | Performance | Date |
| ----- | ---------- | ---------- | ----------- | ---- |
|       |            |            |             |      |

| Sport | Discipline | Athlète(s) | Performance | Date |
| ----- | ---------- | ---------- | ----------- | ---- |
|       |            |            |             |      |

| Sport | Discipline | Athlète(s) | Performance | Date |
| ----- | ---------- | ---------- | ----------- | ---- |
|       |            |            |             |      |